# Nakaoka Shintarō

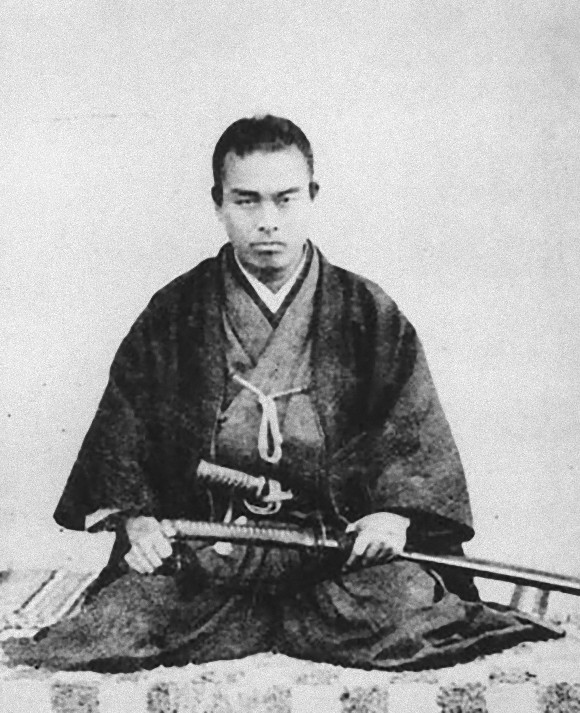
Nakaoka Shintarō, 1866

Nakaoka Shintarō (japanisch 中岡 慎太郎; geboren 6. Mai 1838 in Tosa (heute Kōchi); gestorben 12. Dezember 1867 in Kyōto) war ein japanischer Gegner des Tokugawa-Shōgunats im 19. Jahrhundert.

## Leben und Wirken
Nakaoka Shintarō war der älteste Sohn eines hohen Dorf-Offiziellen der Tosa-Domäne, fühlte sich früh der „Sonnō jōi“-Bewegung verbunden, die sich gegen das Tokugawa-Shogunat und für die Wiederherstellung der kaiserlichen Macht einsetzte. 1862 ging er nach Kyōto und schloss sich den prokaiserlichen Aktivisten an. Nach dem gescheiterten Staatsstreich vom 30. September 1863, bei dem die Kaisertreuen aus Kyōto vertrieben wurden, entschieden sich die Tosa-Offiziellen für eine eher moderate Linie gegenüber dem Shogunat. Nakaoka musste die Domäne verlassen, schloss sich daraufhin den Aktivisten der Chōshū-Domäne an.
1864 beteiligte sich Nakaoka an dem Versuch, den Einfluss der Chōshū-Domäne am Hofe wiederherzustellen, dieser „Aufstand am Hamaguri-Tor“ scheiterte aber, Nakaoka wurde dabei verwundet. 1866 handelten er, Sakamoto Ryōma und andere Tosa-Vertreter eine Allianz aus, zu der neben Tosa und Chōshū auch die Satsuma-Domäne gehörte. Er organisierte zudem eine 50-Mann Mannschaft, um Aktionen gegen das Shogunat durchzuführen.
Im Dezember 1867 wurden er und Sakamoto bei einem Treffen in einem Teehaus von Mitgliedern der Mimawari-gumi (見回り組) des Shogunats in Kyōto überfallen und getötet.
An Nakaoka erinnert eine große Bronzestatue von ihm am Leuchtturm am Kap Muroto in seiner Heimatpräfektur Kōchi und eine weitere (zusammen mit Sakamoto Ryōma) im Maruyama-Park in Kyōto.